# Jadwiga Koczocik-Przedpelska
Jadwiga Koczocik-Przedpelska (ur. 27 września 1920 w Gnieźnie, zm. 1 lutego 2023) – polska patofizjolożka, prof. zw. dr hab. n. med.

## Życiorys
Była córką Marii i Józefa Koczocików. Ojciec była nauczycielem w Gimnazjum im. Karola Marcinkowskiego w Poznaniu. W 1938 skończyła Gimnazjum im. gen. Zamoyskiej w Poznaniu. Była jedną z niewielu kobiet, które przyjęto wówczas na Wydział Lekarski Uniwersytetu Poznańskiego. Jesienią 1939 brała udział w kursie pomocy medycznej w warunkach wojny.
Po wkroczeniu armii niemieckiej do Poznania jej ojciec został aresztowany i osadzony w Forcie VII, a w styczniu 1940 rozstrzelany. Jadwiga z matką zostały uwięzione w obozie przesiedleńczym przy ul. Głównej w Poznaniu, a potem wysiedlone do Generalnego Gubernatorstwa. Zamieszkały w Przeworsku, skąd pochodził ojciec. Jadwiga pracowała w składnicy Spółdzielni Kółek Rolniczych, gdzie prowadziła pracę konspiracyjną najpierw jako członkini Narodowej Organizacji Wojskowej, potem Armii Krajowej. Była sanitariuszką i łączniczką AK działającą pod pseudonimem „Bezimienna”. Wraz z Henrykiem Jankowskim założyła w Przeworsku przyfrontowy szpital. Organizowała szkolenia sanitarne dla kobiet należących do konspiracji. W tym czasie poznała żołnierza NOW/AK Mieczysława Przedpelskiego ps. „Pobóg”, za którego wyszła w 1946. Mieli jedną córkę.
Po aresztowaniu przez Urząd Bezpieczeństwa w grudniu 1944 była więziona w Przeworsku, a potem na zamku w Rzeszowie. Zdołała ukryć archiwum miejscowych struktur AK. Zesłana do łagru nr 283 w Stalinogorsku, gdzie pracowała fizycznie, wróciła do Polski we wrześniu 1945. Urząd Bezpieczeństwa aresztował ją ponownie w styczniu 1946 i osadził na 6 tygodni w więzieniu UB przy ul. Kochanowskiego w Poznaniu.
Od 1945 kontynuowała studia medyczne. Skończyła je w 1950 na Akademii Medycznej w Poznaniu. W 1951 obroniła pracę doktorską, następnie uzyskała stopień doktora habilitowanego. Profesurę nadzwyczajną uzyskała w 1978, a 20 marca 1990 tytuł profesorski z zakresu nauk medycznych.
Pracowała na Uniwersytecie Poznańskim jako asystentka, potem adiunktka w Zakładzie Histologii (1948–1953), następnie na poznańskiej Akademii Medycznej jako asystentka, adiunktka i docentka w Zakładzie Fizjologii (1953–1969). W latach 1969–1990 kierowała Zakładem Patofizjologii Narządów Ruchu, który współorganizowała. Była zastępczynią dyrektora Instytutu Ortopedii i Rehabilitacji ds. dydaktyczno-naukowych. Odbyła staże naukowe w Dortmundzie (1959), Pradze (1960), Kopenhadze (1958, stypendium WHO w 1965) i Lund (1969)
Była członkinią-założycielką International Society od Electrophysiological Kinesiology. W latach 1980–1990 należała do European Muscle Club. Należała do i była zastępczynią przewodniczącego Komitetu Rehabilitacji i Adaptacji Społecznej Polskiej Akademii Nauk. W latach 1980–1990 należała do Komitetu Nauk Fizjologicznych PAN, zaś w latach 1975–1990 była przewodniczącą Komitetu Fizjologii Mięśni PAN. Przewodniczyła Zespołowi ds. Elektrofizjologii Klinicznej i Doświadczalnej Akademii Medycznej w Poznaniu (1978–1992). Była członkinią honorową Polskiego Towarzystwa Fizjologicznego, zaś w latach 1986–1990 przewodniczącą jego poznańskiego oddziału.
Zajmowała się fizjologią stosowaną, patofizjologią narządów ruchu oraz elektrofizjologią. Wprowadziła nowe metody w pierwszej z tych dziedzin, np. oznaczanie stopnia spastyczności i nowe testy diagnostyczne oparte na analizie Fouriera elektromiogramu globalnego. Zastosowała nowe modele doświadczalne np. w badaniu osteoporozy i krzyżowania nerwów. Zajmowała się zastosowaniem testów elektrofizjologicznych w ortopedii i rehabilitacji. Badała neuropatię cukrzycową, post-polio oraz aspekty neurofizjologiczne w onkologii. 
Przygotowała 165 publikacji naukowych i dwie książki. Jedną z nich są wydane w 2000 wspomnienia pt. Marzenia i spełnienia.

## Odznaczenia i wyróżnienia
- Krzyż Armii Krajowej[1]
- Krzyż Partyzancki[3]
- Medal Zwycięstwa i Wolności 1945[3]
- Medal 40-lecia PRL[3]
- Odznaka „Za wzorową pracę w służbie zdrowia”[3]
- Medal Komisji Edukacji Narodowej[1]
- Krzyż Kawalerski Orderu Odrodzenia Polski[1]
- Honorowe Obywatelstwo miasta Przeworsk[1]